# Die Verurteilung des Lukullus
Die Verurteilung des Lukullus ist eine Oper in zwölf Szenen von Paul Dessau (Musik) mit einem Libretto von Bertolt Brecht. Es handelt sich um eine Opernfassung von Brechts Hörspiel Das Verhör des Lukullus. Die Erstfassung wurde am 17. März 1951 in Admiralspalast-Provisorium der Deutschen Staatsoper Berlin als geschlossene Veranstaltung uraufgeführt. Die überarbeitete Zweitfassung wurde dort erstmals am 12. Oktober desselben Jahres im regulären Spielplan gespielt.

## Handlung
I. Der Trauerzug. Ausrufer verkünden den Tod des römischen Feldherrn Lukullus, der „den Osten erobert hat, der sieben Könige gestürzt hat, der unsere Stadt Rom mit Reichtümern gefüllt hat“. Der durch die Straße ziehende Trauerzug lockt das Volk herbei. Soldaten tragen den Katafalk und Sklaven einen Fries, auf dem seine Taten abgebildet sind. Einige Personen aus dem Volk kommentieren die Erfolge des Lukullus. Nicht alle sehen sie ausschließlich positiv – andere unterhalten sich gleichgültig über Alltagsdinge. Anschließend begeben sich alle wieder an ihre gewohnte Arbeit.
II. Das Begräbnis. Eine „kommentierende Frauenstimme“ verkündet, dass der Tote in einer kleinen Rotunde an der Via Appia beigesetzt wird. Der Fries wird vor die Grabstätte gestellt. Die Soldaten entfernen sich auf ein Kommando.
III. Abschied der Lebenden. Einige Offiziere verabschieden sich lakonisch von dem Verstorbenen („Servus, Lakalles, wir sind quitt, alter Bock“), um sich gleich darauf ihren Vergnügungen im Weinhaus, im Bordell oder beim Hunderennen zuzuwenden.
IV. In den Lesebüchern. Nachdem Lukullus zu Geschichte geworden ist, zeigen Lehrer den Schulkindern sein Grab. Die Kinder müssen die Taten der großen Eroberer auswendig lernen, um ihnen nacheifern zu können.
V. Der Empfang. Am Eingang des Schattenreichs wartet Lukullus ungeduldig darauf, vorgelassen zu werden. Er vermisst die köstlichen Gerichte seines Kochs Lasus. Seine Beschwerden werden ignoriert. Die alte Tertullia erklärt ihm, dass er wie alle anderen warten müsse, bis er an die Reihe komme. Bei jedem Verstorbenen dauere die Prüfung, ob er in den „finsteren Hades“ oder in die „Gefilde der Seligen“ komme, unterschiedlich lange: „Auf den Nutzen eines Menschen geben sie das Meiste.“ Tertullia wird hereingebeten. Wenig später ist auch „Lakalles“ an der Reihe – zu seinem Ärger verwenden die Aufruferinnen seinen Namen in der „verachteten Sprache der Vorstädte“.
VI. Wahl des Fürsprechers. Das Gericht besteht außer dem Totenrichter aus dem Sprecher des Totengerichts und fünf Schöffen, die zu Lebzeiten Bauer, Lehrer-Sklave, Fischweib, Bäcker und Kurtisane waren, und nun ohne Hände und ohne Münder unbestechlich die Untersuchung führen. Lukullus muss darlegen, ob sein Leben den Menschen genützt oder geschadet hat. Er darf zu seiner Verteidigung einen Fürsprecher wählen. Der von ihm aufgerufene Alexander der Große ist in den Gefilden der Seligen jedoch nicht bekannt, da die Taten der Großen hier nicht verzeichnet werden. Auch von Lukullus’ eigenen Taten weiß man nichts. Dieser schlägt daher vor, den Fries mit den Abbildungen herbeizuholen. Der Totenrichter gestattet, dass er von den Sklaven hereingebracht wird – für sie ist der Schritt von der Welt ins Totenreich nur klein.
VII. Herbeischaffen des Frieses. Die Sklaven schleppen den Fries ohne zu murren herein. Neugierig geworden, lassen die Schöffen die abgebildeten Personen aus dem Totenreich rufen, die sie persönlich als Zeugen vernehmen wollen. Der Widerspruch Lukullus’ wird ignoriert. Die Schatten der „Opfer des Feldherrn Lakalles aus den asiatischen Feldzügen“ treten hervor.
VIII. Das Verhör. Lukullus verwehrt sich gegen die Aussagen seiner ehemaligen Feinde. Ein von ihm besiegter König, dessen Reich zerstört wurde, und eine von seinen Leuten vergewaltigte Königin klagen ihn an. Der Lehrer und die Kurtisane zeigen Mitgefühl mit den Opfern. Der Lehrer fordert die Schöffen auf, sich „zum Lobe derer, die ihrer Städte verteidigten“, zu erheben. Als Lukullus darauf hinweist, dass er von Rom gesandt wurde, fragt der Lehrer, wer Rom sei. „Waren es die Schneider und die Kürschner und die Weber und die Schafescherer, die es kleiden?“ Zwei Kinder zeigen an einer Tafel die Namen der 53 für Rom unterworfenen Städte – mehr blieb nicht von ihnen übrig, obwohl in ihnen einst 250.000 Kinder lebten. Der Totenrichter verordnet eine Pause, da Lukullus erschöpft ist.
IX. Rom noch einmal. Während der Verhandlungspause belauscht Lukullus zwei neu eingetroffene Schatten, die sich über die schlechten Lebensverhältnisse der römischen Bevölkerung unterhalten. Durch die vielen Sklaven wurde die Wirtschaft ruiniert.
X. Das Verhör wird fortgesetzt. Das ehemalige Fischweib stammt ebenfalls aus Rom. Sie möchte von Lukullus wissen, was mit dem vielen von ihm herbeigeschafften Gold geschehen sei, denn sie habe nichts davon bemerkt. Statt den Menschen etwas zu geben, habe er ihnen ihre Söhne genommen. Zwei im Krieg gefallene Legionäre erzählen, dass sie Soldat wurden, weil sie in Rom nichts zu essen hatten. Lukullus erhebt Einspruch: „Wie sollen den Krieg beurteilen, die ihn nicht verstehen!“ Der erschütternde Bericht des Fischweibs über ihre Suche nach ihrem ebenfalls im Asienkrieg umgekommenen Sohn Faber überzeugt den Totenrichter davon, dass sie den Krieg „versteht“.
XI. Das Verhör wird fortgesetzt. Der Totenrichter weist Lukullus darauf hin, dass seine Triumphe hier nichts Gutes über ihn zu Tage bringen. Er solle sich lieber an seine Schwächen erinnern. Diese haben vielleicht „Lücken in der Kette“ seiner Gewalttaten gelassen. Der Bäcker will wissen, warum auf dem Fries ein Koch mit einem Fisch abgebildet ist. Der Schatten des Kochs entgegnet, dass seine Küche mit dem Gericht „Lammfleisch à la Lukullus“ durch dessen Mitwirkung „von Syrien bis nach Pontus“ berühmt wurde. Weil er durch Lukullus „nach Herzenslust“ kochen und zum Künstler werden konnte, sei dieser „menschlich“ zu nennen. Die anderen Schöffen bleiben unbeeindruckt. Der Bauer befragt einen weiteren Schatten des Frieses, einen Kirschbaumträger. Dieser berichtet, dass Lakalles einen asiatischen Kirschbaum auf den Hängen des Apennin gepflanzt habe. Der Bauer hält diesen für „wohl die schönste aller Trophäen“, denn „dieses Stämmchen lebt […], wenn alle Siegesbeute der beiden Asien längst vermodert ist.“
XII. Das Urteil. Dass Bauer und Bäcker doch noch etwas Positives an Lukullus gefunden haben, empört die anderen Schöffen. Der Lehrer meint, dass zur Eroberung eines Kirschbaums ein einziger Mann ausgereicht hätte. Lukullus aber habe 80.000 Menschen in den Tod geschickt. Alle sind sich einig über das zuerst von der Kurtisane vorgeschlagene Urteil, dem sich auch die gefallenen Legionäre und die Friesschlepper-Sklaven anschließen: „Ins Nichts mit ihm und ins Nichts mit allen wie er!“

## Gestaltung

### Orchester
Die Orchesterbesetzung der Oper enthält die folgenden Instrumente:
- Holzbläser: drei Flöten (alle auch Piccolo, 3. auch Altflöte)
- Blechbläser: drei Trompeten, drei Posaunen (eine auch Tenorhorn), Basstuba (auch Kaiser-Bariton)
- acht Pauken (auch kleine), Schlagzeug (zehn Spieler): große Trommel, große Trommel mit aufgeschnalltem Becken, Rührtrommel, Militärtrommel, drei verschiedene Tomtoms, großes Tamtam, drei verschiedene Gongs, zwei Xylophone, Glockenspiel, verschiedene Tempelblöcke, verschiedene Stahlplatten, mittelgroßer Amboss, größerer Stein auf möglichst hoch gestimmter Stahlplatte, drei Marimbaphone (ggf. durch die beiden „bereißnägelten“ Klaviere ersetzbar)
- Akkordeon, Trautonium ad libitum, zwei Klaviere (deren Hämmer mit Reißnägeln bespickt werden müssen, um einen robusteren Cembaloklang zu erzielen), Konzertflügel
- Harfe
- Streicher: mindestens vier Violoncelli, mindestens zwei Kontrabässe

### Musik
Paul Dessaus Komposition geht von dem ästhetischen Konzept Bertolt Brechts aus, sich vom Gesamtkunstwerk eines Richard Wagner zu lösen und die verschiedenen Künste selbstständig miteinander interagieren zu lassen. Die Musik dient dem „Kommentieren, Kontrastieren, Beleuchten“ des Textes. Das Klangbild ist hart und vermeidet jegliche Emotionalität. Dessau umgeht den von Brecht als „kulinarisch“ verachteten Opernstil. Es gibt keinen dahinströmenden Streicherklang. Konsequenterweise verzichtet Dessau im Orchester auch auf die üblichen Violinen, Oboen, Klarinetten, Fagotte und Hörner. Stattdessen gibt es eine übergroße Schlagzeug-Abteilung mit zehn Spielern. Formal handelt es sich um eine Nummernoper. In den einzelnen Musiknummern werden jeweils unterschiedliche Instrumentalisten-Gruppen eingesetzt, so dass der Klang kammermusikalisch durchhörbar wird. Das vollständige Orchester findet nur im Finale zusammen, wo sich der „Eindruck eines Weltgerichts“ ergibt.
Auch die Vokalpartien behandelt Dessau auf unterschiedliche Weise. Die Partie des ungeduldigen und unbeherrschten Lukullus ist gekennzeichnet durch eine sich überschlagende Stimme, Wortrepetitionen, falsche Betonungen und harte Koloraturen. Begleitet wird er von Trompeten und Pauken, den barocken Attributen seines Fürstenstatus, deren Klang aber verzerrt ist. Die Musik der Schöffen und des Fischweibs ist schlicht und liedhaft gehalten. Sie wirken daher menschlicher. Der Königin zugewiesen ist eine Koloraturarie, deren Melodik und Instrumentalbegleitung (Harfe, präpariertes Klavier, Marimbaphon und Xylophon) noch ihren ehemals hohen Rang erahnen lassen. Die Musik von Koch und Kirschbaumträger wirkt beinahe „barock“.
Eine weitere Ebene bilden die verschiedenen Sprecher, Ausrufer und Kommentatoren, deren Text direkt an den Zuhörer gerichtet ist. Durch Zäsuren zwischen den einzelnen Szenen des Prozesses erhält das Publikum die Möglichkeit, selbst an der Urteilsbildung teilzuhaben und sich seine eigenen Gedanken zu bilden.
Das bekannteste Stück der Oper ist die „Klage des Fischweibs“ über den Tod ihres Sohnes, der für das Sterben vieler Söhne im Krieg steht. Der Sohn verliert nicht nur sein Leben, sondern in der Menge der Toten auch seinen Namen (Faber). Die Mutter sucht ihn daher vergeblich im Schattenreich. Von ihrer Liebe bleibt nur noch die rufende Terz. Eine Generalpause beschreibt ihren Zusammenbruch. Die anschließende Erholung vollzieht sich im Verlauf von neun Takten, in denen chromatische Spannungen entstehen und vergehen, bis der Abschnitt in einem C-Dur-Akkord endet. Nur die kommentierende Frauenstimme erkennt die Gefühlssituation der Mutter („Seht, die Schöffin ist erholt“). Diese Kommentatorin ist die eigentliche Gegenspielerin des Lukullus.:72f
Brechts Text sieht beim Empfang des Lukullus in der fünften Szene mehrfach „Stille“ vor. Dessau realisiert diese mit Flageoletttönen der geteilten Celli und Kontrabässe und einer mehrdeutigen Harmonie – einem Verweis auf die antike Sphärenharmonie.:73
Den Auftritt der Zeugen in der siebten Szene begleitet Dessau mit einem Chor und einem Trauermarsch, dem musikalisches Material aus Johann Sebastian Bachs Kantate Nr. 85 Ich bin ein guter Hirt zugrunde liegt.:74
Immer wieder verwendet Dessau die Zahl drei und deren Vielfache: Es gibt insgesamt zwölf Szenen. In der sechsten Szene wird der von Lukullus als Fürsprecher gewählte Alexander der Große drei Mal von den sich überlagernden Stimmen der drei Aufruferinnen (eine Anspielung an die drei Damen aus der Zauberflöte) gerufen, so dass sein Name insgesamt neun Mal erklingt. Diese Stelle fungiert als „Drehpunkt“ der Oper, da Alexanders Schweigen dazu führt, dass die Opfer Lukullus’ im Prozess als Zeugen auftreten.:75
Das abschließende Urteil („Ins Nichts mit ihm!“) wird nicht vom Richter verkündet, sondern zuerst von der Kurtisane, einer zutiefst verachteten Gestalt, die im Verlauf der Verhandlung aber besonderes Mitgefühl gezeigt hat.:75 Die Urteilsverkündung hinterlegte Dessau mit jaulenden Trautonium-Klängen. Im Orchesternachspiel erklingt in Form der Tonbuchstaben Es–E–D das Parteikürzel der SED, doch Dessau notierte am Rande der Partitur „Seid einig, Deutsche!“.

## Werkgeschichte
Der Einmarsch der deutschen Truppen in Polen 1939 bewog den im schwedischen Exil lebenden Bertolt Brecht dazu, zusammen mit der Schriftstellerin Margarete Steffin das Hörspiel Das Verhör des Lukullus zu schreiben. Es wurde am 12. Mai 1940 vom Berner Radiosender Beromünster ohne Musik erstmals ausgestrahlt, nachdem sich der ursprünglich vorgesehene Stockholmer Rundfunk von dem Projekt zurückgezogen hatte. Auch der schwedische Komponist Hilding Rosenberg, der die Hörspiel-Musik komponieren sollte, hatte abgesagt.:68
Eine erste Oper nach einer amerikanischen Übersetzung dieses Textes schrieb auf eine Anregung von Heinrich Schnitzler:11 und mit dem Einverständnis Brechts der amerikanische Komponist Roger Sessions unter dem Titel The Trial of Lucullus. Sie wurde am 18. April 1947:69 an der University of California in Berkeley uraufgeführt,:11 erreichte aber keine dauerhafte Wirkung.
Eine zweite Hörspielfassung erstellte Brecht 1949 gemeinsam mit Paul Dessau für den Norddeutschen Rundfunk. Sie gelangte jedoch nicht zur Aufführung. Parallel dazu begann die Arbeit an einer Opernfassung. Ein Versuch, dafür mit Dessaus Vermittlung den Komponisten Igor Strawinsky zu gewinnen, scheiterte. Daraufhin begann Dessau selbst mit der Arbeit. Brecht publizierte den Text der zweiten Hörspielfassung 1949 im Heft 11 der Versuche:68 als „25. Versuch“. Unter dem Eindruck der Nürnberger Prozesse ersetzte er die Schlussworte des ursprünglich offenen Endes („Das Gericht zieht sich zur Beratung zurück“) durch den Urteilsspruch „Ins Nichts mit ihm“. Die Komposition erstellte Dessau in engem Kontakt mit Brecht, der nun wieder in Berlin lebte. Von den vierzehn Szenen der Erstfassung stellte er zwölf innerhalb von drei Wochen fertig. Er übernahm dabei nicht wie Sessions das Dramaturgie-Konzept Brechts, das eine Dialogoper vorgesehen hatte, sondern setzte verschiedene Änderungen durch.:69 Die Arbeit beendete er am 12. Dezember 1949. Ernst Legal, der Intendant der Staatsoper, legte das Libretto im Februar 1950 dem Ministerium für Volksbildung vor und erhielt zwei Monate darauf die Genehmigung zur Aufführung. Während der Probenarbeit verlangte das Ministerium jedoch Einblick in die Partitur – für Brecht ein „schlechtes Omen“.
Die Uraufführung dieser wie das Hörspiel Das Verhör des Lukullus genannten Fassung fand – nach einer Voraufführung am 13. März:69 – am 17. März 1951 unter der musikalischen Leitung von Hermann Scherchen im Admiralspalast-Provisorium der Deutschen Staatsoper Berlin statt. Regie führte Wolf Völker. Das Bühnenbild stammte von Caspar Neher. Die Titelpartie sang Alfred Hülgert. Die übrigen Darsteller waren Otto Hopf (König), Margot Haunstein (Königin), Paul Schmidtmann (Lasus), Heinz Friedrich (Kirschbaumträger), Karola Goerlich (Fischweib), Diana Eustrati (Kurtisane), Gerhard Witting (Lehrer), Heinz Braun (Bäcker), Walter Großmann (Bauer), Gertraud Prenzlow (Tertullia), Willy Heyer-Krämer (Totenrichter) und Fritz Soot (Sprecher des Totengerichtes).:3457 Es handelte sich um eine geschlossene Veranstaltung für das Volksbildungsministerium der DDR, die in der Literatur oft als „Probeaufführung“ bezeichnet wurde.:79
Das Publikum ließ sich jedoch nicht einschüchtern. Trotz vereinzelter Pfiffe, die man von den geladenen FdJ-Mitgliedern erwartete,:77 wurde die Aufführung ein gewaltiger Erfolg. Allerdings kam es schon nach der Voraufführung zu heftigen öffentlichen Diskussionen.:69 Bei einer Tagung des Zentralkomitees der SED vom 15.–17. März zum Thema „Kampf gegen den Formalismus in Kunst und Literatur“, bei der die Funktionäre die Künstler zu „Einfachheit“ und „Volkstümlichkeit“ aufforderten, wurde besonders Dessaus Musik kritisiert::76

„Die Musik der Oper ‚Das Verhör des Lukullus‘ ist ebenfalls ein Beispiel von Formalismus. Sie ist meist unharmonisch, mit viel Schlagzeugen ausgestattet, und erzeugt ebenfalls Verwirrung des Geschmacks. Eine solche Musik, die die Menschen verwirrt, kann nicht zur Hebung des Bewußtseins der Werktätigen beitragen, sondern hilft objektiv denjenigen, die an der Verwirrung der Menschen ein Interesse haben. Das aber sind die kriegslüsternen Feinde der Menschheit.“

Ulrich Schreiber verglich diesen verschärften Formalismusstreit mit den oft tödlichen politischen Schauprozessen des Stalinismus. Die „Werktätigen“ selbst schätzten das Werk bereits seit der Premiere, wie aus Berichten hervorgeht.:77 Einer der wichtigsten Fürsprecher war Staatspräsident Wilhelm Pieck. Am 24. März gab es eine Aussprache der Autoren mit Pieck, Otto Grotewohl, Paul Wandel, Hans Lauter und Anton Ackermann, bei der ihnen eine Überarbeitung empfohlen wurde.:69 Brecht und Dessau werteten die Kritikpunkte aus und erstellten eine Neufassung mit nur noch zwölf Szenen. Der Text richtete sich nun mit der Arie des Lehrers „Rom, Rom, wer ist Rom?“, dem Bericht des angegriffenen Königs (8. Szene) und dem Chor der gefallenen Legionäre (12. Szene) deutlicher gegen Angriffskriege im Gegensatz zu Verteidigungskriegen. Damit wurde zusätzlich zu den historischen Bezügen auf die Antike und die Nürnberger Prozesse auch eine Verbindung zur Gegenwart geschaffen, da der DDR-Propaganda zufolge die Adenauer-Regierung und der „imperialistische“ Westen einen Eroberungskrieg planten. In dem in der DDR erschienenen Opernführer von Ernst Krause hieß es, diese Änderungen seien „veranlaßt durch neue besorgniserregende Anzeichen der Zeit“.
Die Zweitfassung wurde nach einem weiteren Gespräch mit Pieck am 5. Mai in den Spielplan der Deutschen Staatsoper aufgenommen und dort erstmals am 12. Oktober 1951 unter dem Titel Die Verurteilung des Lukullus gespielt.:70 Die Besetzung blieb dieselbe wie bei der „Probeaufführung“.:12
Die Verurteilung des Lukullus ist Paul Dessaus meistgespielte Oper. Sie wurde zum Ausgangspunkt für das Opernschaffen in der DDR und erlangte nach der Leipziger Produktion von 1957 auch internationale Bekanntheit. 1992 war sie bereits in fünfzig Inszenierungen gespielt worden,:76ff unter anderem auch immer wieder in der Berliner Staatsoper. Es gab alleine fünf Einstudierungen von Dessaus Ehefrau Ruth Berghaus, darunter 1960, 1965 und 1983. Für die Produktion von 1960 strich Dessau die „Kochbucharie“ und überarbeitete den Legionärschor der 12. Szene. Ebenfalls 1960 überarbeitete Dessau zusammen mit Elisabeth Hauptmann den Text ein weiteres Mal. Änderungen betreffen die zuvor durchgehenden Partien der kommentierenden Frauenstimme und des Sprechers des Totengerichts, die teils durch eine anonyme Stimme ersetzt, teils dem Totenrichter zugewiesen wurden. Außerdem entfernte Dessau den Chor „O seht doch, so bauen sie selbst sich ein Denkmal“ (7. Szene). Diese Fassung gelangte nicht in den Klavierauszug von 1961, wurde aber zur Basis späterer Druckausgaben der Oper. Da der Klavierauszug ebenfalls von Dessau selbst redigiert wurde und sämtliche Musiknummern enthält, muss er Sigrid Neef zufolge „heute als authentische Fassung gelten“.:70
Wichtige Produktionen waren:
- 30. Januar 1952: Frankfurt am Main; erste westdeutsche Aufführung, Erstfassung; Dirigent: Scherchen, Lukullus: Helmut Melchert[2][3]:77
- 1953: Florenz[2]
- 1953: London[11]
- 1957: Leipzig; mit vereinfachten Dialogen und Gesprächen, nach Aussage Dessaus „eigentlich die 5. Fassung“; Dirigent: Helmut Seydelmann; Lukullus: Ferdinand Brügmann; die Produktion wurde 1958 auch mit großem Erfolg im Theater der Nationen in Paris gezeigt[2][5]
- 1968: Nürnberg; Dirigent: Hans Gierster[2]
- 1969: Cambridge[11]
- 1970: Oldenburg[2]
- 1972: Darmstadt[2]
- 1973: Mailand, Teatro Lirico; Regie: Giorgio Strehler[6]
- 1975: Heidelberg[2]
- 1982: Gelsenkirchen[2]
- 1994: Essen; Regie: Dietrich Hilsdorf[6]
- 2007/2008: Komische Oper Berlin; Dirigent: Eberhard Kloke[11]
- 2021: Staatsoper Stuttgart; Dirigent: Bernhard Kontarsky

## Aufnahmen
- 17. März 1951 – Hermann Scherchen (Dirigent), Wolf Völker (Inszenierung), Staatskapelle Berlin, Chor der Deutschen Staatsoper Berlin.
 Alfred Hülgert (Lukullus), Otto Hopf (König), Margot Haunstein (Königin), Paul Schmidtmann (Lasus), Heinz Friedrich (Kirschbaumträger), Karola Goerlich (Fischweib), Diana Eustrati (Kurtisane), Gerhard Witting (Lehrer), Heinz Braun (Bäcker), Walter Großmann (Bauer), Gertraud Prenzlow (Tertullia), Willy Heyer-Krämer (Totenrichter), Fritz Soot (Sprecher des Totengerichtes).
 Erstfassung; live aus Berlin; Mitschnitt der Voraufführung für das Volksbildungsministerium der DDR.
 Produktion des Rundfunks der DDR, Line Music/Cantus Classics 501787 (2 CDs).[8]:3457[3]:79
- Januar bis März 1964 – Herbert Kegel (Dirigent), Ruth Berghaus (Sprachregie), Rundfunk-Sinfonieorchester Leipzig, Rundfunkchor Leipzig.
 Helmut Melchert (Lukullus), Boris Carmeli (König), Renate Krahmer (Königin), Peter Schreier (Lasus), Hans-Joachim Rotzsch (Kirschbaumträger), Annelies Burmeister (Fischweib), Ruth Schob-Lipka (Kurtisane), Rolf Apreck (Lehrer), Lothar Anders (Bäcker), Fred Teschler (Bauer), Gertraud Prenzlow (Tertullia), Vladimír Bauer (Totenrichter), Ekkehard Schall (Sprecher des Totengerichtes), Wolf Kaiser (Kutscher).
 Zweitfassung; Studioaufnahme aus der Bethanienkirche Leipzig.
 Eterna 825 423/424 (2 LPs), 0 99 23/24 (MC), Eterna 8 25 557 (Querschnitt, 1 LP), Telefunken LP: 6.48104 (2 LPs), Berlin Classics BC 1073-2 (2 CDs).[8]:3459[3]:79
- 1966 – Herbert Kegel (Dirigent), Staatskapelle Berlin, Chor und Kinderchor der Deutschen Staatsoper Berlin.
 John Moulson (Lukullus), Rolf Kühne (König), Renate Krahmer (Königin), Peter Schreier (Lasus), Horst Lunow (Kirschbaumträger), Annelies Burmeister (Fischweib), Celestina Casapietra (Kurtisane), Martin Ritzmann (Lehrer), Joachim Arndt (Bäcker), Peter Olesch (Bauer), Gertrud Prenzlow (Tertullia), Gerhard Frei (Totenrichter), Reiner Süß (Sprecher des Totengerichtes), Horst Hiestermann (Lehrer der Schulklasse).
 Video; live aus Berlin.[8]:3461
- 1. November 2021 – Bernhard Kontarsky (Dirigent), Musikerinnen und Musiker des Staatsorchesters Stuttgart, Mitglieder des Staatsopernchores, Kinderchor der Oper Stuttgart.
 Gerhard Siegel (Lukullus), Friedemann Röhlig (König), Alina Adamski (Königin, 1. Ausruferin), Torsten Hofmann (Lasus), Elliott Carlton Hines (Kirschbaumträger), Maria Theresa Ullrich (Fischweib), Deborah Saffery (Kurtisane), Philipp Nicklaus (Lehrer), Heinz Göhrig (Bäcker), Jasper Leever (Bauer), Cheryl Studer (Tertullia), Simon Bailey (Totenrichter), Thorbjörn Björnsson (Sprecher des Totengerichtes), Laia Vallés (2. Ausruferin), Clare Tunney (3. Ausruferin), Gina Lisa Maiwald (kommentierende Frauenstimme).
 Live aus der Staatsoper Stuttgart.
 Radioübertragung auf Deutschlandfunk Kultur.[12]